# Helen Tamiris

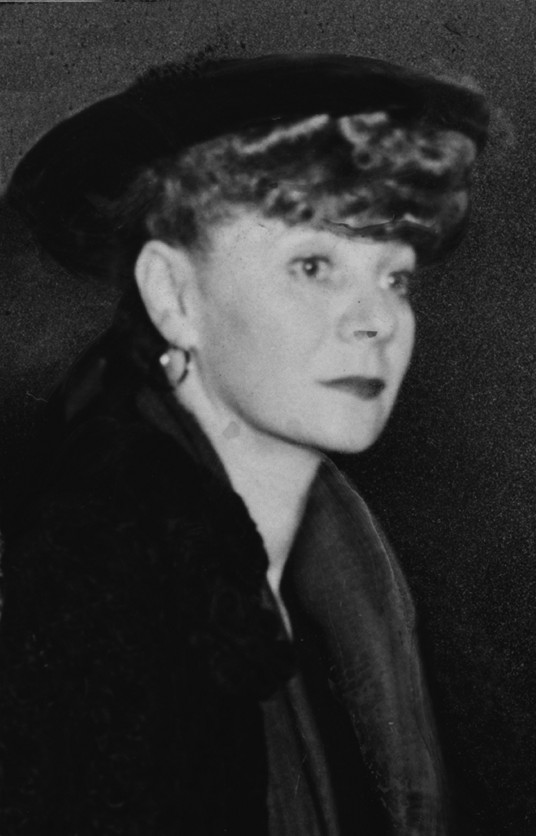
Helen Tamiris (1948)

Helen Tamiris (geboren als Helen Becker am 23. April 1902 oder 1905 in New York City; gestorben am 4. August 1966 ebenda) war als Tänzerin und Choreografin eine Pionierin des amerikanischen Modern Dance, die erstmals mit Jazz und afroamerikanischen Spirituals arbeitete und sozialen Protest auf die Tanz-Bühnen brachte. Sie machte sich auch als Choreografin für Musicals am Broadway einen Namen.

## Biografie
Helen Tamiris wuchs als Helen Becker in einer armen, jüdisch-orthodoxen Familie in der Lower East Side von Manhattan auf. Ihr Vater Isor Becker, ein Schneider, und ihre Mutter Rose, geborene Simonov, waren mit ihrem ältesten Sohn 1892 vor den antisemitischen Pogromen im russischen Kaiserreich in die USA geflohen. Zwei weitere Brüder wurden in New York geboren.
Im Alter von acht Jahren bekam sie von Isadora Duncan inspirierten Tanzunterricht im Henry Street Settlement, einer sozialen Einrichtung für Familien mit niedrigem Einkommen in der Lower Eastside. Später trainierte sie Russisches Ballett bei Michel Fokine. Mit 15 tanzte sie bei einer Audition in der Metropolitan Opera vor und wurde in die Ballettkompagnie aufgenommen. Als Mitglied der Bracale Opera Compagnie tourte sie durch Südamerika. Dort nahm sie den Künstlernamen Tamiris an zu Ehren der persischen Amazonen-Königin, „die alle Hinderniss überwand“. 1924 trat sie für ein halbes Jahr in einer Vaudeville-Show auf.
Von der stark reglementierten klassischen Balletttechnik fühlte sie sich eingeengt. Für kurze Zeit trainierte sie an der Isadora Duncan School in New York City. Sie war jedoch unzufrieden mit der Ausrichtung auf einen rein persönlichen Ausdruck im Tanz und beschloss 1927 eigene Choreografien aufzuführen, für die sie auch die Kostüme selbst entwarf. 1928 ging sie als zweite amerikanische Vertreterin des zeitgenössischen Tanzes nach Isadora Duncan auf Tournee nach Europa, wo die Kritiker sie als Interpretin des neuen amerikanischen Tanzes bejubelten. 1929 gründete sie die Schule des Amerikanischen Tanzes und ihre eigene Kompagnie, die sie bis 1945 leitete. Von 1930 bis 1932 schloss sie sich mit Martha Graham, Doris Humphrey und Charles Weidman zusammen, um das Dance Repertory Theater zu gründen, eine Kooperative, in der die vier Beteiligten Produktionen und Ausgaben teilten. Bis 1944 trat sie selbst auf. Ihr Anliegen war, den Modern Dance nicht nur als eigene Kunstform zu etablieren, sondern ihn auch einem breiten Publikum zugänglich zu machen.
Helen Tamiris war von 1946 bis 1964 mit dem Tänzer und Choreografen Daniel Nagrin (1917–2008) verheiratet, einem früheren Schüler. Mit ihm gründete sie 1957 die Tamaris Nagrin Dance Compagnie mit Nagrin als Direktor, die sie nach ihrer Trennung auflösten. Sie starb an den Folgen einer Krebserkrankung im Jewish Memorial Hospital in New York City. In ihrem Testament vermachte sie ein Drittel ihres Vermögens für die Förderung des amerikanischen Modern Dance, das von der Tamaris-Stiftung verwaltet wird.

## Werk

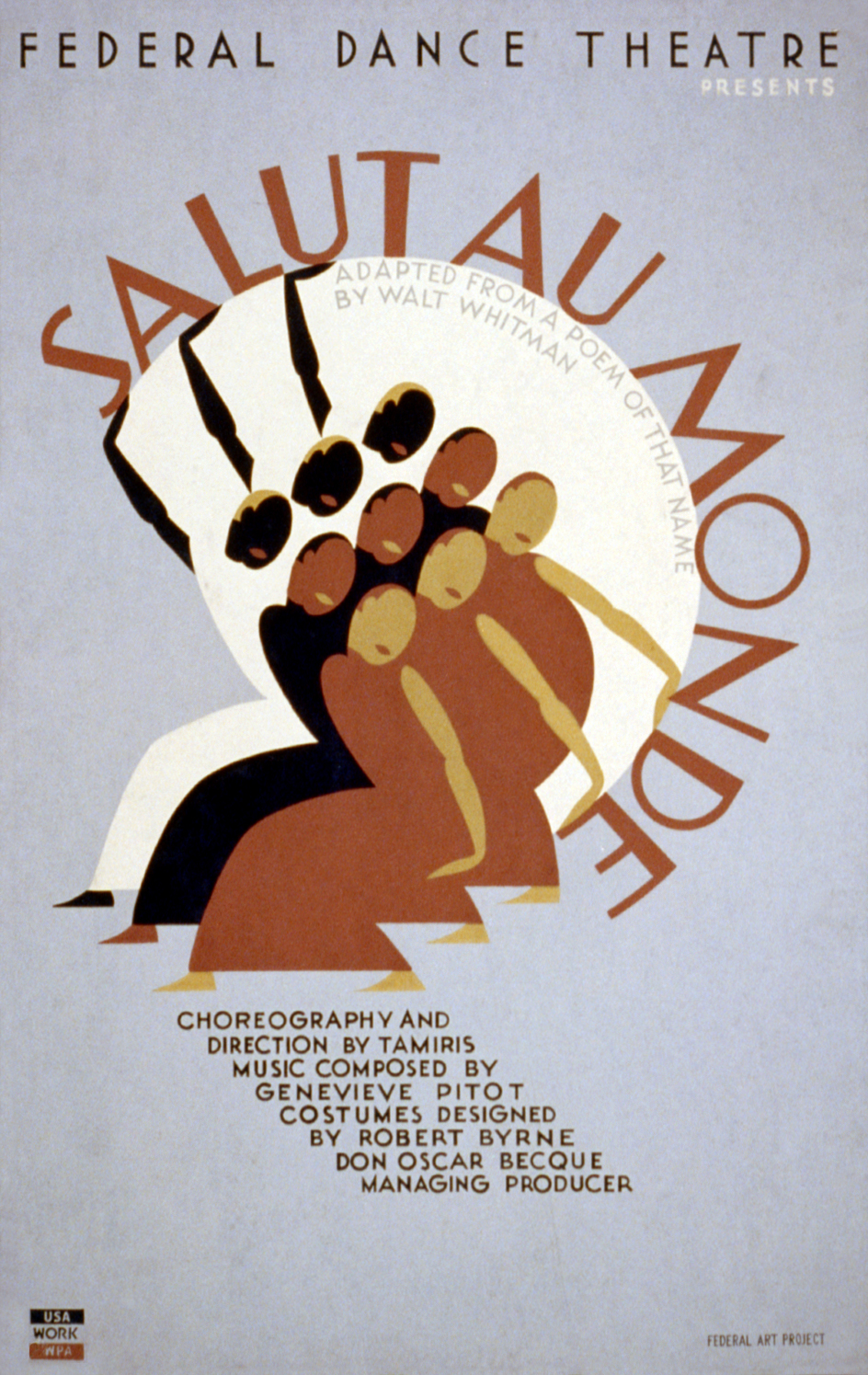
Plakat zu Salut au Monde von Helen Tamiris, uraufgeführt 1936 in New York

Mit ihren frühen Solo-Werken erkundete sie bewusst und für die damalige Zeit provozierend die Grenzen des modernen Tanzes. Ihr erstes selbst choreografiertes Solo mit dem Titel Dance Moods nach Musik von George Gershwin tanzte sie 1927 im Little Theatre in New York City und war damit die erste Choreografin, die mit Jazz arbeitete. In ihrem Stück Subconscious wagte sie es nackt auf die Bühne zu gehen.
Helen Tamiris choreografierte insgesamt 135 Tänze. Viele davon behandeln soziale und politische Themen. Am bekanntesten wurde sie für eine Folge von acht Choreografien mit dem Titel Negro Spirituals, die sie zwischen 1928 und 1942 schuf. Damit protestierte sie gegen Vorurteile und Diskriminierung von Afroamerikanern. Ihr Stück How Long Brethren? von 1937 stellte die Verzweiflung arbeitsloser Schwarzer im Süden der Vereinigten Staaten dar und wurde von ihrem Ensemble nach Lawrence Gellerts Negro Songs of Protest, gesungen von einem afroamerikanischen Chor, getanzt. In Salut au Monde führte ihre Gruppe eine Folge von Tänzen nach dem gleichnamigen Gedicht aus dem Zyklus Grashalme von Walt Whitman auf. Weitere Hauptwerke sind Trojan Incident (1938), in dem Tamiris mit einem Solotanz als Kassandra auftrat, und Adelante (1939), ein Thema aus dem Spanischen Bürgerkrieg.
Herausragende Werke ihres späteren Lebens sind Stücke, mit denen sie ihr jüdisches Erbe und den Holocaust thematisierte, wie Memoir (1959) und Women's Song (1960).
Trotz ihrer Innovationen im zeitgenössischen Tanz entwickelte Tamiris keinen individuellen Stil oder eine bestimmte Technik. Sie glaubte vielmehr, dass für jeden Tanz eigene Ausdrucksmittel kreiert werden müssen und ermutigte auch ihre Schüler dazu. Kunst sei international, doch der Künstler ein Produkt seiner Nationalität, darum könne es keine generellen Regeln geben.
Als Ende der 1930er Jahre die Arbeits- und Auftrittsmöglichkeiten für Tänzer und Choreografen nachließen, begannen einige für das Musiktheater und den Film zu arbeiten, so auch Tamiris. Sie choreografierte 18 Musicals mit Nagrin als ihrem Assistenten, darunter 1946 Annie get your gun.
Ihr letztes Werk war 1964 die Choreografie für die Oper The Lady from Colorado.

## Werke (Auswahl)
Modern Dance
- Dance Moods (1927)
- Prize Fight Studies (1928)
- Negro Spirituals (1928 bis 1942)
- Salut au Monde (1936)
- How Long Brethren? (1937)
- Trojan Incident (1938)
- Adelante! (1939, nach einem Motiv aus dem Spanischen Bürgerkrieg)
- Dances of Walt Whitman (1958)
- Memoir (1959)
- Women’s Song (1960)

Musical Choreografien
- Annie Get Your Gun (1946)
- Touch and Go (1949)
- Up in Central Park (1947)
- Flahooley (1951)
- Nur für Dich (Just for You) (1952)
- Carnival in Flanders (1953)
- Fanny (1954)
- Plain and Fancy (1955)

## Auszeichnungen
- 1937: Erster Preis des Dance Magazins für Gruppen-Choreografie (How Long Brethren?)
- 1949: Tony Award für die beste Choreografie (Touch and Go)